# یوهانس فریسنر
یوهانس فریسنر (به آلمانی: Johannes Frießner) (۲۲ مارس ۱۸۹۲ - ۲۶ ژوئن ۱۹۷۱) یک نظامی بلندپایه آلمانی در دوره رایش سوم بود.